# Dvorac Chenonceaux
Dvorac Chenonceaux (izg. Šenonso) na obalama Chera (u dolini rijeke Loire) počeo je 1515. godine graditi financijer Thomas Bohier po uzoru na dvorac Chambord francuskog kralja Franje I.
Arhitekt (koji je sagradio najstariji - desni blok na sjevernoj obali rijeke) nije poznat, ali je sigurno bio Francuz, iako su ukrasni detalji talijanski.
Dvorac je kasnije pripao ljubavnici kralja Henrika II. – Diani de Poitiers, velikoj pokroviteljici umjetnosti, koja je gradnju mosta na lijevoj strani rijeke povjerila Philibertu de l'Ormeu (između 1555. i 1559. godine). Galeriju iznad mosta dodala je Henrikova žena Katarina de Medici, koja je nakon smrti svoga muža prisilila Dianu da joj ustupi zgradu. Gradio ju je Jean Bullant nakon 1576. godine, i upravo je ova galerija u produžetku glavne zgrade iznimno i originalno rješenje velike dvorane koja ima prozore s obje strane rijeke. Ova galerija je, poput glavne zgrade, također u obliku pravokutnika s okruglim ugaonim kulama. Ona ima dugačko i usko prizemno krilo što skupa s mostom natkriljuje rijeku. To je zapravo jedna velika dvorana za zabave i ples, s prozorima s obje strane.

## Poveznice
- Dvorac Chambord
- Dvorac Fontainebleau
- Louvre
- Renesansna arhitektura

## Vanjske poveznice
- Službene stranice dvorca (Engl.)
- Fotografije Chenonceauxa  Arhivirana inačica izvorne stranice od 29. ožujka 2009. (Wayback Machine)